# کندی مارشال
کندی مارشال (انگلیسی: Kennedy Marshall) شرکت فیلم‌سازی آمریکایی است، که در سال ۱۹۹۲ توسط کاتلین کندی و فرانک مارشال تأسیس شد.